# Teplica
Die Teplica (früher auch Vrbovec oder Malina) ist ein rechter Nebenfluss der Myjava in Tschechien und der Slowakei.

## Geographie
Die Teplica entspringt südlich von Kuželov in den Weißen Karpaten. Ihre Quelle liegt am nordwestlichen Fuß des Stráň (550 m) am Grenzpass U Tří kamenů in Tschechien. Die Teplica fließt anfänglich nach Nordosten, dann umfließt sie den Stráň in Uhrzeigerrichtung, wobei sie nach sechs Kilometern in Zimácí auf dem Welkapass mit südwestlicher Richtung die Slowakei erreicht. An ihrem weiteren Lauf liegen Šance, Miechnovci, Vrbovce, Žurkov Mlyn, Ježov Mlyn, Chodúrovci, Mezný Mlyn, Janíkovci, Javorec, Šiškovci, Filipkovci und Valcha. Hier wendet sich die Teplica zunächst in südliche, später wieder südwestliche Richtung durch die Chvojnická pahorkatina. Über Krč, Sobotište, Halabrinovci, Kunov, Sotina, Senica und Čáčov erreicht die Teplica in der Myjavská niva schließlich die Myjava. Vier Kilometer südwestlich des Stadtzentrums mündet die Teplica am Bahnhof Senica nad Myjavou in die Myjava. Auf slowakischem Gebiet liegen 28 km ihres Laufs.
Unterhalb von Sobotište wird die Teplica bei Halabrinovci im Stausee Kunov gestaut.

## Zuflüsse
- Rybnický potok (l), am Bahnhof Vrbovce
- Liešťanský potok (l), Šance
- Haluzníkov potok (r), oberhalb Vrbovce
- Lulov potok (l), Vrbovce
- Valúchovský potok (l), Žurkov Mlyn
- Rovenský potok (r), Senica
- Pasecký potok (r), Senica